# Luciano
Luciano je moško osebno ime.

## Izvor imena
Ime Luciano je izpeljano iz latinskega imena Lucianus oziroma Lucius. Stari Rimljani so samostojno ime Lucianus začeli uporabljati v prvih stoletjih krščanstva. Ime je imelo simbolni pomen. Ime Lucius razlagajo z latinsko besedo lux, v rodilniku lucis, ki pomeni »svetloba, svetlost, sijaj; dan, življenje; oko, razjasnjenje«.

## Pogostost imena
Po podatkih Statističnega urada Republike Slovenije je bilo na dan 31. decembra 2007 v Sloveniji število moških oseb z imenom Luciano: 37.

## Osebni praznik
V koledarju je ime Luciano zapisano 7. in 8. januarja ter 26. oktobra.